# کریم (گروه موسیقی)
کْریم (به انگلیسی: Cream) نام ابرگروه موسیقی راک انگلیسی متشکل از جک بروس (نوازنده بیس و خواننده)، جینجر بیکر (درامر) و اریک کلپتون (خواننده و نوازندهٔ گیتار) بود. آثار موسیقی این گروه به‌طور معمول دارای ترکیبی از سبک‌هایی چون سایکدلیک راک، بلوز راک و هارد راک بود.

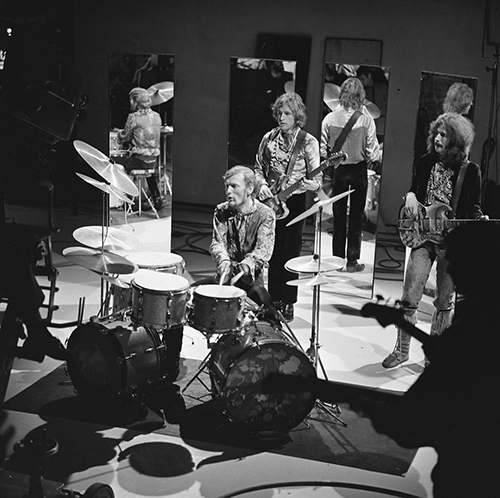
اجرای گروه کرییم در هلند، سال ۱۹۶۸.

## آلبوم‌ها
- Fresh Cream :۱۹۶۶
- Disraeli Gears :۱۹۶۷
- Wheels of Fire :۱۹۶۸
- Goodbye :۱۹۶۹
- Live Cream :۱۹۷۰
- Live Cream Volume II :۱۹۷۲
- Royal Albert Hall, London, May 2-3, 5-6, 2005 :۲۰۰۵